# Berni Mayer
Berni Mayer (* 30. August 1974 in Mallersdorf; bürgerlich Bernhard Daniel Mayer) ist ein deutscher Autor, Podcaster, Übersetzer und Musiker.

## Leben

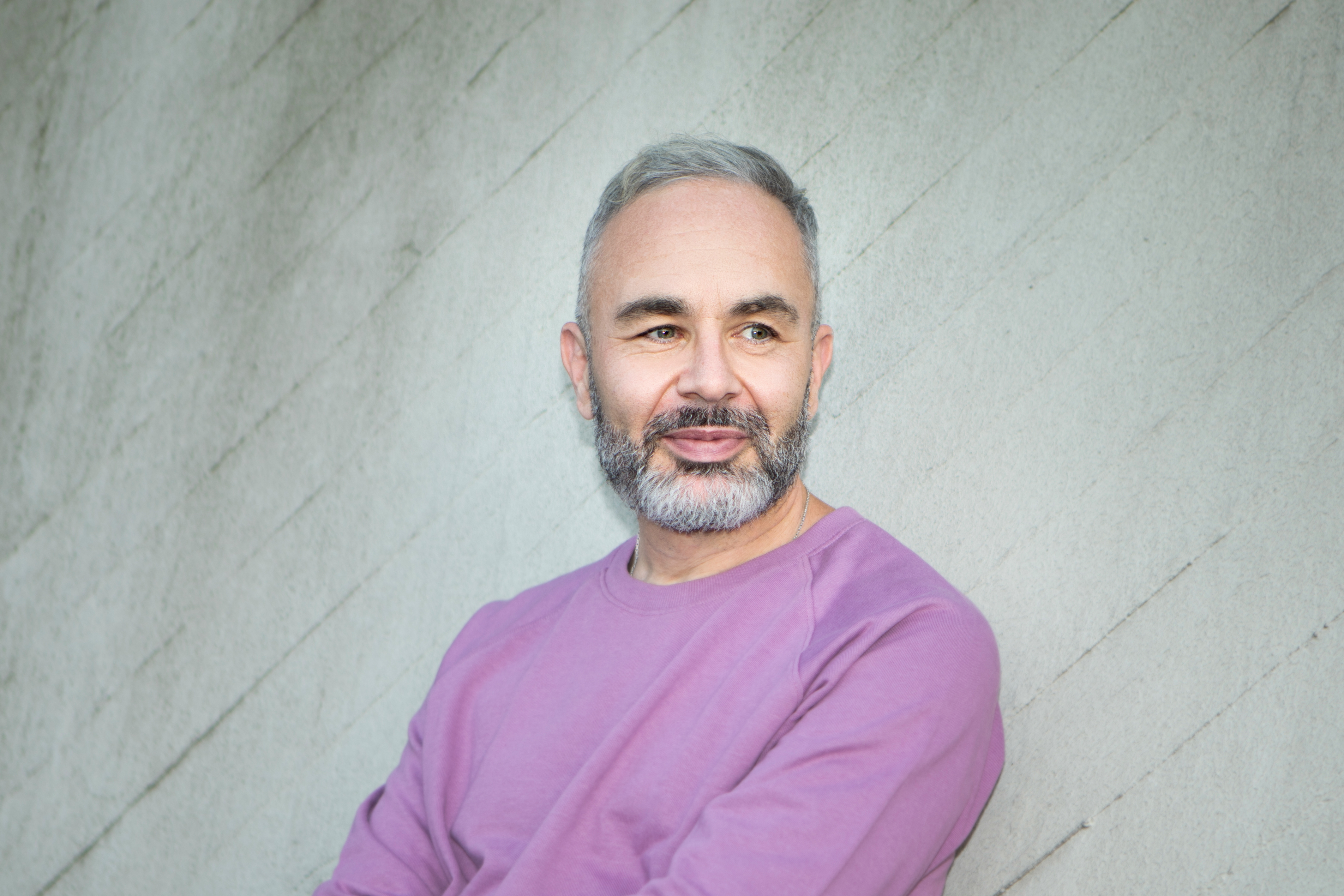
Berni Mayer (2022)

Mayer stammt aus einer Familie, die einen Heizungs- und Sanitärbetrieb in Grafentraubach führte. Er studierte nach dem Besuch des Burkhart-Gymnasiums Deutsch und Englisch in Regensburg und arbeitete danach als leitender Online-Redakteur bei MTV (Music Television) in München. In Berlin war er für die Plattenfirmen Mute Records und Labels als Promoter tätig, bevor er wieder zu MTV wechselte und dort als Chefredakteur Online für die Sender MTV und VIVA agierte. Nach seinem Weggang war er Regisseur, Autor und Produzent der erfolgreichen Webshow „Kavka vs. The Web“, die er für Myspace Deutschland produzierte. Er wirkte auch vor der Kamera als Sidekick von Markus Kavka mit. 2012 erschien sein erster Roman „Mandels Büro“ im Heyne Verlag, ein satirischer Krimi mit Noir-Elementen. Fortsetzungen folgten mit „Black Mandel“ und „Der große Mandel“. Seit 2016 veröffentlicht Mayer Romane im DuMont Buchverlag („Rosalie“, „Ein gemachter Mann“, „Das vorläufige Ende der Zeit“). Zudem moderiert und produziert er Podcasts wie „Dunkle Heimat“, „In Sekten“, „Kill Royal“ oder „Women in War“ (als Produzent).

### Als Autor
„Mandels Büro“ erschien am 9. Januar 2012 im Heyne Verlag und erzählt die Geschichte der arbeitslosen Musikjournalisten Max Mandel und Sigi Singer, die ein Detektivbüro erben. Der Roman karikiert die Medien- und Musikbranche, aus der Mayer beruflich entstammt, beschreibt aber auch „die lakonische Geschichte einer Freundschaft, die langsam zum Teufel geht“ (Mayer).
„Black Mandel“, der zweite Teil der Reihe, erschien im November 2012. Darin verschlägt es die Protagonisten nach Norwegen, wo sie zwischen die Fronten rivalisierender Black-Metal-Bands geraten.
Der dritte Teil „Der große Mandel“ erschien am 14. April 2014 und führt die beiden DIY-Detektive nicht nur in ihre Heimatstadt, sondern auch auf Tour mit einer abgehalfterten Wrestling-Promotion.
Im Oktober 2016 erscheint mit „Rosalie“ sein literarisches Debüt im Dumont-Buchverlag. Das Buch handelt von zwei Teenagern, die sich 1986 in einem kleinen Ort im tiefen Süden Deutschlands kennenlernen, und deren heimliche Liebe von einem Leichenfund in einem heruntergekommenen Wasserschloss und ein sorgfältig verdrängtes NS-Verbrechen auf eine harte Probe gestellt wird.
Im März 2019 erscheint mit „Ein gemachter Mann“ (Dumont) ein Roman über den Studenten Robert Bley, ein autobiografisch angehauchter, süffisanter bis nachdenklicher Roman über Beziehungen der Generation X und männliche Wehleidigkeit.
Im April 2023 erscheint Mayers sechster Roman „Das vorläufige Ende der Zeit“ (Dumont). Es ist ein Gesellschaftsroman mit Elementen des magischen Realismus. Die drei Protagonisten Mi-ra Kim, Artur Arkadiusz und Horatio Beeltz nehmen an einem psychedelischen Zeitreise-Experiment teil und versuchen ihre Traumata rückgängig zu machen.
Im November 2023 ist Mayers autobiografisches Sachbuch „Anleitung zum Traurigsein“ (Dumont) erschienen, in dem er sich mit dem Tod seiner Tochter und seiner sukzessiven Trauerarbeit auseinandersetzt und dabei auch die Kulturgeschichte der Trauer um ein Kind betrachtet.

### Als Musiker
Mit der Band The Sealevel veröffentlichte er 2005 das Album „Beach From Last Summer“ auf Firestation Records. Seit 2011 ist er Gitarrist und Sänger der Heavy-Metal-Band The Gebruder Grim, die zwei Alben veröffentlicht hat.

### Als Übersetzer & Podcaster
Mayer arbeitet als Übersetzer, hat z. B. die Buchvorlage zur HBO-Serie Boardwalk Empire ins Deutsche übersetzt oder auch die Autobiografie „Gilliamesque“ von Terry Gilliam. Im Kriminalromanbereich übersetzte er zum Beispiel Thomas Mullens Roman „Darktown“ (DuMont Buchverlag, 2018) und seine beiden Fortsetzungen „Lange Nacht“ und „Weißes Feuer“. Mit seinem Kollegen Rüdiger Rudolph moderierte er die Podcasts „Brennerpass“ über Popkultur und Zeitgeschehen und „Verdammte Erleuchtung“ über Esoterik. Außerdem war er Autor und Moderator der Podcasts „Dunkle Heimat“, „Kill Royal“ und „In Sekten“, das 2023 auch für den Deutschen Podcast-Preis nominiert war.

## Werk
- 2012: Mandels Büro, Heyne, ISBN 978-3-453-40873-9
- 2012: Black Mandel, Heyne, ISBN 978-3-453-40952-1
- 2014: Der große Mandel, Heyne, ISBN 978-3-453-67661-9
- 2016: Rosalie, Dumont, ISBN 978-3-8321-9840-4
- 2019: Ein gemachter Mann - Die lichtscheuen Studienjahre des Robert Bley, Dumont, ISBN 978-3-8321-9888-6
- 2023: Das vorläufige Ende der Zeit, Dumont, ISBN 978-3-8321-8184-0
- 2023: Anleitung zum Traurigsein, Dumont, ISBN 978-3-8321-6085-2

## Diskografie
- Tri-Anger – dto., Südpol, 1997
- The Sealevel – Beach From Last Summer, Firestation Records, 2005
- The Gebruder Grim – Waltzes EP, 2011
- The Gebruder Grim – Bamberg Apocalypse, 2012
- The Gebruder Grim - The Priestess EP, 2013
- The Gebruder Grim - The Everlasting Fear, 2021